# Laja del Tubo
Laja del Tubo är en ort i Mexiko.   Den ligger i kommunen Tuxpan och delstaten Veracruz, i den sydöstra delen av landet, 230 km nordost om huvudstaden Mexico City. Laja del Tubo ligger 42 meter över havet och antalet invånare är 533.
Terrängen runt Laja del Tubo är platt. Runt Laja del Tubo är det ganska tätbefolkat, med 116 invånare per kvadratkilometer. Närmaste större samhälle är Tihuatlan, 16,6 km väster om Laja del Tubo. Trakten runt Laja del Tubo består till största delen av jordbruksmark.